# Hombres de honor (telenovela)
Hombres de honor es una telenovela argentina de Pol-ka Producciones emitida en 2005 por Canal 13. Su temática era la inmigración europea y la mafia italiana de los años 1940. Protagonizada por Gabriel Corrado, Laura Novoa, Juan Gil Navarro y Agustina Cherri, Coprotagonizada por Virginia Innocenti, Carlos Portaluppi, Alejandro Awada, Carlos Kaspar, David Masajnik, Fabiana García Lago y Sandra Guida. Antagonizada por Roberto Vallejos, Jorge Nolasco y los primeros actores Gerardo Romano y Antonio Grimau. También, contó con las actuaciones especiales de Carina Zampini y las primeras actrices Leonor Benedetto y Selva Alemán. La participación estelar de Arturo Puig como actor invitado. Y la vuelta a la televisión de Alberto de Mendoza. Fue dirigida por Daniel Barone. Constó de 152 capítulos

## Argumento
La acción se sitúa en Buenos Aires, en la década del ‘40. La Segunda Guerra acaba de concluir en Europa. La Argentina es un país próspero. Es llamado “el granero del mundo”. En medio de la agitación política y económica, un grupo de hombres se riñen el rigor de sus propias leyes, el gobierno de negocios clandestinos como la prostitución, el tráfico de alcohol y el juego. Ellos son “el hampa” de la ciudad. Y protegen su territorio, su gente y sus intereses.
Hombres de honor es también la historia de dos familias: los Patter Nostra y los Onoratto. Unos manejan el contrabando de alcohol y los otros el juego. El primer conflicto entre ellos será la lucha por el dominio en el negocio del sexo. Por otro lado, queda también la venganza por cobrar la muerte del gemelo de Carlo Andrea Patter Nostra (Gerardo Romano), supuestamente asesinado en manos de Luca Onoratto (Gabriel Corrado), hijo mayor de Don Lorenzo Onoratto (Arturo Puig). Luca fue encarcelado durante tres años por este crimen y hoy está recuperando su libertad. Hoy, el día en que los Patter Nostra y los Onoratto no concilian un acuerdo para que Carlo se apodere del negocio de las prostitutas polacas. Hoy, el día en que además Carlo Patter Nostra se casa por segunda vez. Sin tapujos y con una decisión categórica, así es la ley de los mafiosos, Patter Nostra decide liquidar a Don Lorenzo en su propio casamiento. A partir de aquí, el odio, el dolor y una deuda aún mayor enfrentará a los dos familias.
Luca, como hijo mayor, enseguida reclama su derecho a ser quien reemplace al padre. Pero el crimen del que se lo acusa injustamente hace que la familia se vea en peligro. Es allí donde aparece Alberta Onoratto (Leonor Benedetto), la esposa de Don Lorenzo y madre de tres hijos varones: Luca, Danilo (Lucas Ferraro) y Rocco (Juan Gil Navarro). Junto a sus hijos lidiará contra los Patter Nostra y quien se atreva a atentar contra ellos.
Pero no sólo los unirá el odio. Luca se enamorará de María Grazzia Patter Nostra (Laura Novoa), hija mayor de Carlo, quien siempre estuvo enamorada de Luca, pero ese amor nunca pudo concretarse. Dos fuerzas iguales que necesitan estar unidas, pero que no pueden. Los tres años de encierro de Luca hicieron que él meditara y decidiera cambiar esto. Pero cuando sale y toma la decisión de ir a buscarla, ya es tarde. María Grazzia está comprometida con la mano derecha de su padre, Silvio Urzi (Roberto Vallejos), quien será un obstáculo temible.
Pero este amor prohibido y vivido en secreto no será el único. El "no te metas con los Patter Nostra" será la mayor tentación para los muchachos Onoratto. Sobre todo para Danilo, quien se enamora perdidamente de Ángela (Agustina Cherri), la sirvienta de los Patter Nostra, y dueña de otro gran secreto. Ángela, sin saberlo, es hija de Don Carlo. Fruto de alguna noche de tristeza y alcohol en la que Don Carlo se le metió en el cuarto a Stella (Elvira Vicario), la madre de Ángela, haciéndole jurar que eso nunca sucedió. Para Ángela enamorarse de alguien perteneciente al enemigo no será el único motivo de su sufrimiento. Ciro (Sergio Surraco), hijo de Don Carlo, ese chico bueno y apuesto que vive en la casa también verá en ella a la mujer de su vida sin saber que es su media hermana.
La tercera pata de esta historia está representada por la Ley. Por un comisario que hace la vista gorda en este mundo de ilícitos a cambio de un buen récito. Mario Brusca (Antonio Grimau), un hombre probo, visiblemente honesto frente a la sociedad, católico ferviente y padre ejemplar será el guardián que proteja a las familias y sus negocios ante la verdadera Ley. Mario fue abandonado por su esposa y crio solo a su hermosa hija Bella (Andrea Galante). Tal vez por el dolor de la infidelidad, tal vez por la certeza de que una mujer es un ser demasiado débil en un mundo de lobos hambrientos, Mario hace lo imposible por educar a su hija bajo las más estrictas normas de comportamiento. Pero pronto, Bella descubre que su padre es un hipócrita y que su madre fue una víctima de su rigor. No lo abandonó. Fue asesinada por Brusca. La madre de Bella fue una ex prostituta devenida señora. Pero Mario nunca dejó de temer que ella pudiera estar con otros hombres. Bastó un instante de confusión para que él se volviera completamente loco y la asesinara. Hoy, Bella descubre que su padre custodia para los Patter Nostra el negocio de la prostitución. Y siente la necesidad de vengar a su madre, de hacerle pagar con la misma moneda a su padre. En el más absoluto secreto, se hace prostituta sin saber que encontrará un insospechado placer en lo que hace. Así, se forja una doble vida en la que de día es la "nena de papá" y de noche es "La Loba". Así, entre cliente y cliente, una noche conoce a Rocco Onoratto, el hijo descarriado, impulsivo y viciosos de Alberta. Rocco la adopta como su prostituta preferida. Cada noche que visite el prostíbulo, pedirá por esa mujer que con peluca rubia y antifaz le hace conocer los placeres más sutiles y perversos del sexo. A su vez, de día, Rocco conocerá a Bella, esa nena inmaculada, inocente que apenas si puede sostenerle la mirada, y se enamorará perdidamente, aun cuando de noche visite a La Loba.
Pero aún hay algo más. Algo que finalmente va a impedir que Carlo Patter Nostra destruya a los Onoratto, un secreto que solo conoce Alberta. Y ese secreto se llama Rocco. Hace ya muchos años, los que tiene Rocco, Alberta y Carlo tuvieron una furtiva y confusa noche de amor. El resultado de esa noche será la carta con la que Alberta impedirá el fin de su familia.
Alrededor de estos personajes, se mueven muchos otros como Mónica (Virginia Innocenti), la flamante esposa de Carlo, y su madre Carmela (Selva Alemán) quien, ciega de poder y amor por Carlo, incentivará a su hija a hacer lo imposible por ganar terreno en la familia. También están los soldado de ambos bancos: amigos, empleados fieles, primos, etc. Entre ellos, quien regentea el restaurante "Arrivederci", Pío Molinaro (Carlos Portaluppi). En la parte de atrás del local funciona el garito de los Onoratto, regido por el hermano de Don Lorenzo, Dino (Carlos Kaspar). Otro engranaje importante es Renato De Luca (Alejandro Awada), fiel soldado de Luca e íntimo amigo. En el bando de los Patter Nostra se destacan Nelo (Jorge Nolasco) un sanguinario ejecutor de Don Carlo. Más tarde llegará otra mujer, Beatrice Rossini (Marina Glezer), que se casará por poder con Pío. Beatrice es extremadamente bella y tiene una particularidad, es muda. O tal vez simula serlo.
Pobres y potentados, bandoleros y políticos, ignotos y notables, débiles y fuertes, justos e injustos. Todos forman parte de un mundo de ambición, poder, odio y amor donde lo único que no se negocia es el honor. Un mundo de Hombres de Honor.

## Elenco

### Protagonistas
- Gabriel Corrado como Luca Onoratto.
- Laura Novoa como María Grazia Patter Nostra.
- Agustina Cherri  como Ángela Capello/Patter Nostra.
- Leonor Benedetto como Alberta Natale de Onoratto.
- Juan Gil Navarro como Rocco Onoratto/Patter Nostra.

### Elenco Protagónico
- Gerardo Romano como Carlo Andrea Patter Nostra/Romulo Patter Nosta.
- Virginia Innocenti como Mónica Catalano.
- Antonio Grimau como Comisario Mario Brusca.
- Selva Alemán como Carmela Catalano.
- Carina Zampini como Eva Hoffman.

### Elenco Principal
- Carlos Portaluppi como Pío Molinaro.
- Alejandro Awada como Renato De Luca.
- Roberto Vallejos como Silvio Urzi.
- Carlos Kaspar como Dino Onoratto.
- David Masajnik como Bruno Anselmo.
- Fabiana García Lago como Amelia Bongiorno.
- Andrea Galante como Bella Brusca/La Loba.
- Lucas Ferraro como Danilo Onoratto.
- Magela Zanotta como Franca.
- Sergio Surraco como Ciro Patter Nostra.
- Elena Roger como Gabriela Onoratto.
- Jorge Nolasco (†) como Nelo.
- Sandra Guida (†) como Sasha "La Madama".

### Participaciones
- Arturo Puig como Don Lorenzo Onoratto.
- Marina Glezer como Beatrice Rossinni.
- Valeria Lorca como Andrea.
- Humberto Serrano (†) como Ricardo Capello.
- Elvira Vicario como Stella Capello.
- Beatriz Thibaudin (†) como Anunciata Patter Nostra "La Nona".
- Patricia Becker como Mabel.
- Mucio Manchini como Carcelero.
- Marcelo Mazzarello como Esteban.
- Alberto de Mendoza (†) como Don Nino Calvi.
- César Bordón como Barresi.
- Milton de la Canal como Renzo.
- Manuel Vicente como Juez Sampietri.
- Daniel Marchione como Pepe Falcón.
- Roberto Fiore (†) como Adolfo Hoffman.
- Mario Alarcón
- Martín Seefeld como Alejandro Sambonini.
- Luz Cipriota como Felicitas Matienzo
- Chang Sung Kim como Chang Li.
- Gianni Fiore como Salucho.
- David Di Nápoli como Cura.
- Helena Jios como Doctora.
- Claudio Rissi como Arias.
- Miguel Dedovich (†) como Rodolfo Cantapietra.
- Paulo Brunetti como Andrés.
- Rafael Ferro como Ferrari.
- Willy Van Broock
- Fausto Collado como Iglesias.
- Néstor Sánchez
- Osvaldo Guidi (†) como Quatrini.
- Miguel Habud como Sandro Di Caprio.

## Musicalización
- "End titles" (Angelo Badalamenti) Largo domingo de noviazgo
- "Wake" (Thomas Newman) Camino a la perdición
- "He repeats, he repeats" (Angelo Badalamenti) Arlington road
- "Escape" (Angelo Badalamenti) Arlington road
- "Road to Chicago" (Thomas Newman) Camino a la perdición
- "Main title" (James Horner) Aliens
- "Dead can dance" (Windfall)
- "Guillaume's confession" (Rachel Portman) Chocolat
- "Warbeck: Surrender" Captain Corelli's Mandolin
- "Maybe you have... maybe?" (Richard Hartley) A Thousand Acres

## Premios y nominaciones
| Año  | Premio               | Categoría                         | Programa            | Resultado |
| ---- | -------------------- | --------------------------------- | ------------------- | --------- |
| 2005 | Premio Martín Fierro | Mejor Telenovela                  | Hombres de honor    | Nominada  |
| 2005 | Premio Martín Fierro | Actor Protagonista de Novela      | Antonio Grimau      | Nominado  |
| 2005 | Premio Martín Fierro | Actor Protagonista de Novela      | Juan Gil Navarro    | Nominado  |
| 2005 | Premio Martín Fierro | Actriz Protagonista de Novela     | Carina Zampini      | Nominada  |
| 2005 | Premio Martín Fierro | Actriz Protagonista de Novela     | Selva Alemán        | Nominada  |
| 2005 | Premio Martín Fierro | Actriz Protagonista de Novela     | Virginia Innocenti  | Nominada  |
| 2005 | Premio Martín Fierro | Actor de reparto en Drama         | Alejandro Awada     | Ganador   |
| 2005 | Premio Martín Fierro | Actriz de reparto en Drama        | Fabiana García Lago | Nominada  |
| 2005 | Premio Martín Fierro | Revelación artística              | Elena Roger         | Nominada  |
| 2005 | Premio Martín Fierro | Participación especial en Ficción | Alberto de Mendoza  | Nominado  |

## Sucesión de tiras diarias dePol-ka Producciones
| Predecesor: ''Padre Coraje'' | ''Hombres de honor'' 2005 | Sucesor: ''Botines'' |